# 博亚娜·德尔查
博亚娜·德尔查（羅馬化：Bojana Drča，1988年3月29日—），旧姓日夫科维奇（Живковић），生於贝尔格莱德，是一名塞尔维亚女子排球运动员，司职舉球員。她于2009年首次代表塞尔维亚成年国家队参赛，国家队生涯初期，她并没有太多上场参赛的机会，但随着时间的推移，她的进步也日渐显著。日夫科维奇曾在数家俱乐部效力过，其中在Voléro Zürich效力的时间是最长的。2022年，获得世界女子排球錦標賽最佳二传。